# Zaniolepis
Zaniolepis es un género de peces de la familia Hexagrammidae, del orden Scorpaeniformes. Este género marino fue descrito por primera vez en 1858 por Charles Frédéric Girard.

## Especies
Especies reconocidas del género:
- Zaniolepis frenata C. H. Eigenmann & R. S. Eigenmann, 1889
- Zaniolepis latipinnis Girard, 1858